# Taisto Mäki
Pour les articles homonymes, voir Mäki.
Taisto Armas Mäki (né le 2 décembre 1910 à Vantaa — mort le 1er mai 1979) est un athlète finlandais spécialiste des courses de fond et ancien détenteur des records du monde du 5 000 mètres et du 10 000 mètres.

## Biographie
Entrainé par son compatriote Paavo Nurmi, Taisto Mäki remporte le titre du 5 000 m des Championnats d'Europe de 1938, à Paris, dans le temps de 14 min 26 s 8. Le 28 septembre 1938, à Tampere, il établit un nouveau record du monde du 10 000 m en 30 min 02 s 0, améliorant de plus de trois secondes l'ancienne meilleure marque mondiale détenue depuis 1937 par l'autre Finlandais Ilmari Salminen.
Le 16 juin 1939 à Helsinki, Taisto Mäki établit le temps de 14 min 08 s 8 sur 5 000 mètres et améliore de plus de onze secondes l'ancien record mondial de Lauri Lehtinen réalisé en 1932. Le 17 septembre 1939, toujours à Helsinki, il devient le premier athlète à descendre sous les trente minutes au 10 000 m en signant le temps de 29 min 52 s 6.

### Palmarès
| Date | Compétition           | Lieu  | Résultat | Épreuve |
| ---- | --------------------- | ----- | -------- | ------- |
| 1938 | Championnats d'Europe | Paris | 1er      | 5 000 m |

### Records
| Épreuve  | Performance   | Lieu     | Date              |
| -------- | ------------- | -------- | ----------------- |
| 5 000 m  | 14 min 08 s 8 | Helsinki | 16 juin 1939      |
| 10 000 m | 29 min 52 s 6 | Helsinki | 17 septembre 1939 |